# 죽도항 (보령시)
죽도항은 대한민국 충청남도 보령시 남포면 월전리, 죽도 섬에 있는 어항이다. 2004년 11월 20일 어촌정주어항으로 지정되었다. 관리청은 보령시, 시설관리자는 보령시장이다.

## 어항 연혁
- 1914년 행정구역 개혁때 신안면의 영전외 17개리와 북내면의 16개리와 보령군 우라면의 금암리일부를 병합하여 남포면이라 하고, 1995년 1월 1일 법률 제4774호로 대천시와 보령군을 통합하여 보령시 남포면이 되었다.
- 대천해수욕장 근처에 있는 죽도는 보령시 남포면 월전리 앞바다에 있는 조그마한 섬이었으나, 남포간척지 공사로 인하여 남포방조제가 완공되면서 육지와 연결되어 이제는 섬이라기 보다는 육지가 되어버린 곳이다. 죽도는 섬 전체에 대나무가 많아 지어진 이름이다.

## 어항 구역
기존 선착장 시점에서 남동측방향으로 30m 지점(X:4,016,564.152 Y:279,156.725)을 기점으로 하여 S18° E방향으로 250m이동하고, 직각인 E18° N방향으로 235m이동하고, 직각인 N18° W방향으로 515m이동하여 방조제와 죽도를 잇는 제방 상단과 접속한 지점을 종점으로 하는 선내의 구역

## 어항 시설
- 선착장 117m[1]

## 사건 사고
2008년 5월 4일 죽도 선착장과 인근 갓바위에서 낚시객과 관광객 등 수십명이 갑작스런 바닷물 범람에 휩쓸리면서 9명이 숨지고 14명이 부상당하는 사고가 발생한 바 있다.

## 같이 보기
- 2008년 보령 바닷물 범람 사고